# Голубянка чудесная
Голубянка чудесная (Shijimiaeoides divina) — вид бабочек из семейства голубянки.

## Описание

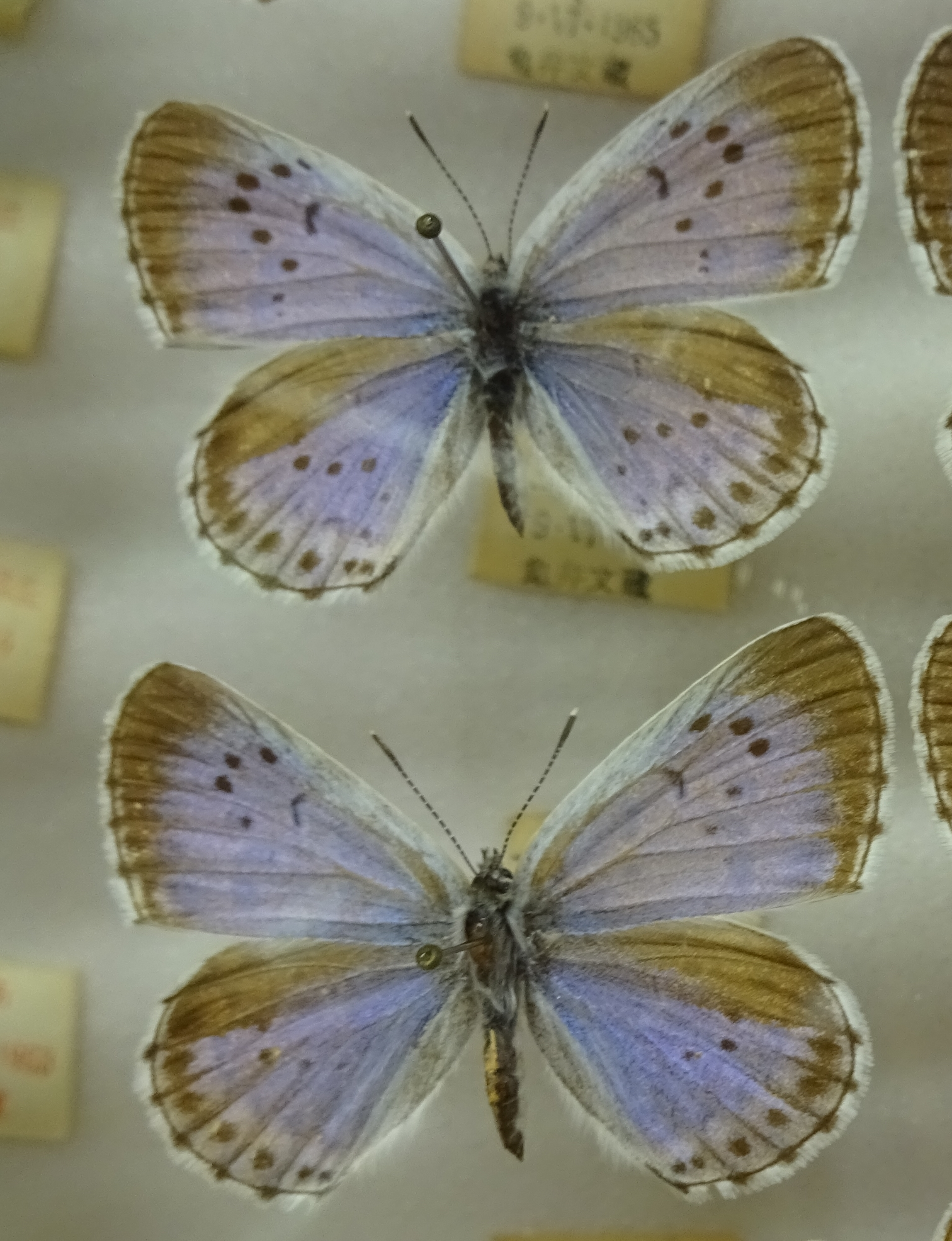
Самки

Длина переднего крыла самцов 14-18 мм, самок 18-20 мм. Размах крыльев 30—37 мм. Крылья самцов на верхней стороне фиолетово-голубого цвета, шелковистые, прикраевая область целиком буро-коричневая. Бахромка крыльев белого цвета, с небольшими темными вставками. На переднем крыле у вершины центральной ячейки располагается узкое черноватое пятно. Передний край заднего крыла сверху затемнен. Задние крылья у обоих полов с прикраевыми точками. В срединной области крыльев у самки имеется изогнутая перевязь, состоящая из округлых пятнышек чёрного цвета. На задних крыльях самки ряд из прикраевых пятен выделяется более отчетливо. Фон нижней стороне крыльев крыльев желтовато-серый. Тёмные пятна на переднем крыле крупного размера, в середине центральной ячейки располагается обычно два чёрных пятнышка. От корня до центра заднего крыла распространяется зеленовато-лазоревое напыление из чешуек. Узкая оранжевая прикраевая перевязь образована арочными пятнами в окружении черных точек и «скобок».

## Ареал
Россия (Приморье, Хабаровский край, Еврейская автономная область), Япония (острова Хонсю, Кюсю), Корейский полуостров.

## Биология

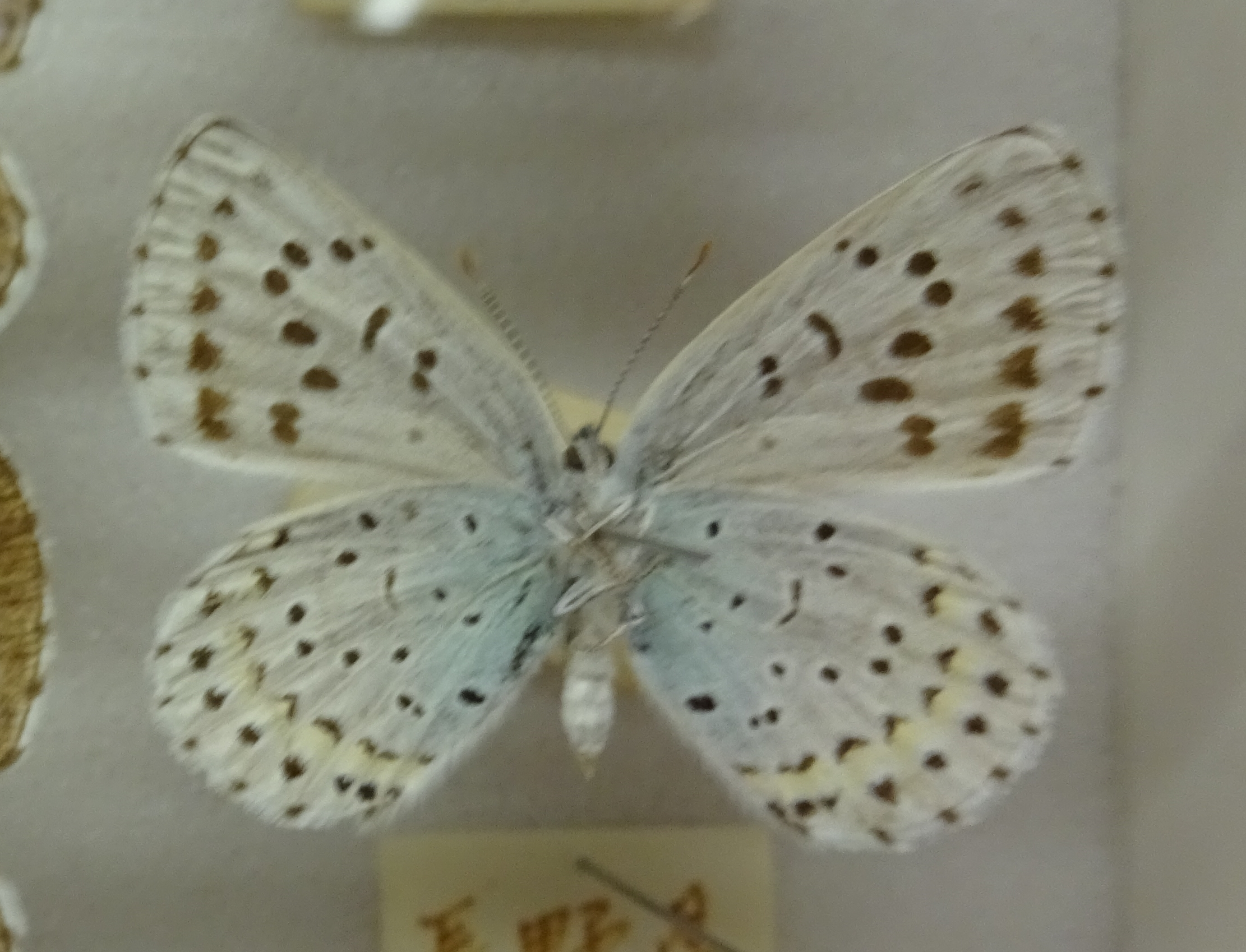
Нижняя сторона крыльев

За год развивается в одном поколении. Время лёта наблюдается с конца мая или первой декады июня до конца июня или середины июля. Встречаются редко. Бабочки обитают на лугах. Гусеницы развиваются на софоре. Гусеница — мирмекофил — живет в симбиозе с муравьями. Окукливается на почве. Куколка зимует.